# Behind the Mike

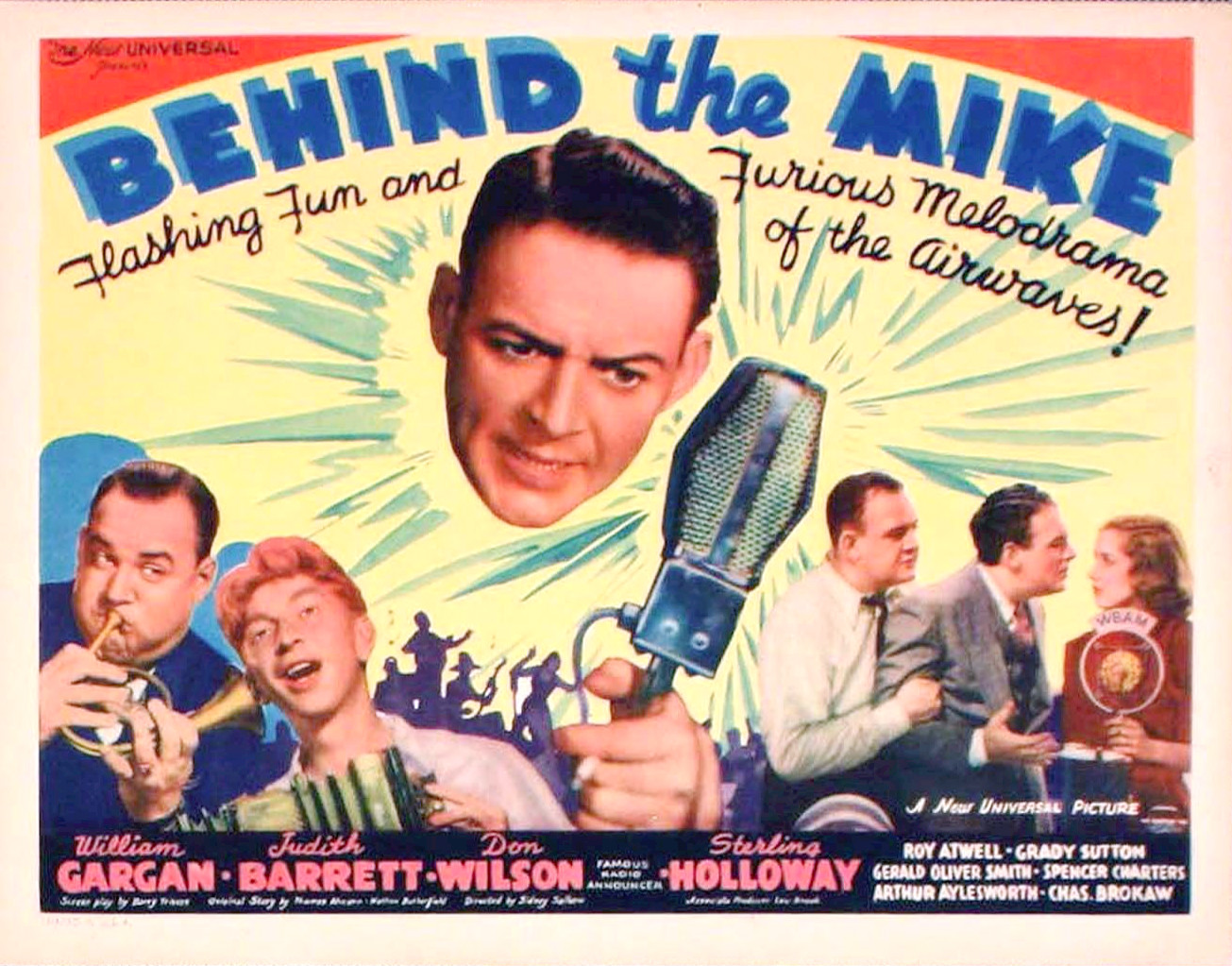
Carte promotionnelle du film.

Behind the Mike est un film américain réalisé par Sidney Salkow, sorti en 1937.

## Synopsis
George Hayes, producteur radio de New York, est licencié après avoir fustigé un des sponsors d'une émission lors d'une répétition. Il quitte la ville pour devenir directeur de WBAM, une station de radio de Valley Falls, mais se retrouve par hasard sur WVOX, où il rencontre Jane Arledge, une responsable de programme séduisante. La station appartient au magnat local Harry Fox. Jane conduit George à WBAM, installée dans une écurie abandonnée. Son seul employé est un jeune homme nommé Tommy Astor. Se vantant auprès de Jane qu'il remettra WBAM sur pied en une semaine, George sollicite l'aide de son ami Tiny Martin, présentateur radio new-yorkais.

## Fiche technique
- Réalisation : Sidney Salkow
- Scénario : Barry Trivers, d'après une histoire de Thomas Ahearn et Walton Butterfield
- Producteur : Lou Brock
- Photographie : Elwood B. Bredell
- Montage : Philip Cahn
- Genre : Comédie[1]
- Production : Universal Pictures
- Distributeur : Universal Pictures
- Durée : 68 minutes
- Date de sortie : 26 septembre 1937

## Distribution
- William Gargan : George Hayes
- Judith Barrett : Jane Arledge
- Don Wilson : Tiny Martin
- Sterling Holloway : Tommy Astor
- William Davidson : Cyrus Wittles
- Gerald Oliver Smith : Robert Ainesley
- Charles Brokaw : Harry Fox
- Spencer Charters : Pete Jones
- Grady Sutton : Curly Conway
- Harlan Briggs : Sheriff
- Roy Atwell : Vale
- Jerry Mandy : premier violon
- Cliff Nazarro : Messenger boy
- Ralph Remley : Reiley
- Arthur Aylesworth : Williams
- Si Jenks : Hec
- Don Barclay : Sparky
- Robert Fischer : Shultz
- Monty Collins : Alberts
- Carol Tevis : secrétaire de Jones
- John Kelly : Fred